# Sassey
Sassey é uma comuna francesa na região administrativa da Normandia, no departamento de Eure. Estende-se por uma área de 4,24 km². Em 2010 a comuna tinha 195 habitantes (densidade: 46 hab./km²).